# 사분음표

4분음표와 4분쉼표

4분음표(문화어: 사분소리표 영어: quarter note, crotchet) 온음표의 1/4 길이며, (2분음표의 절반 길이며,) 음표 중의 하나로, 1박을 소리낸다.
2분음표의 머리에 검은색을 칠하면, 4분음표가 된다.
사분음표는 8분음표가 2개 있는 것과 길이가 같으며, 16분음표가 4개 있는 것과도 길이가 같다.

## 같이 보기
- 악상 기호